# Laurent Grégoire
Laurent Grégoire, né le 2 mars 1955 à Neuilly-sur-Seine, est un ingénieur français, l'un des artisans du développement en France de la logistique moderne, et président d'associations.

## Biographie

### Famille et formation
Laurent Claude Gérard Grégoire naît le 2 mars 1955 à Neuilly-sur-Seine du mariage de Pierre Grégoire, ingénieur, et de Nicole Leleu.
Après des études secondaires au lycée Saint-Louis-de-Gonzague à Paris puis des classes préparatoires aux grandes écoles à Sainte-Geneviève de Versailles, il intègre l'École centrale Paris dont il sort diplômé en 1978. Il est diplômé de la Chambre de commerce franco-allemande.
Le 25 février 1984, il épouse Anne Bourgeois de Boynes. De ce mariage, naissent six enfants.

### Carrière professionnelle et enseignement, dans la logistique
Au sein de la division « Papiers » du groupe Béguin-Say, Laurent Grégoire est chargé d'études de 1980 à 1983 puis responsable logistique jusque 1987. Il est ensuite directeur de la logistique jusqu'en 1990, puis directeur de la logistique Europe du groupe Jamont jusque 2001. De 2001 à 2014, il est directeur « solutions clients » de SCA Consumer Goods Europe.
De 1991 à 1995, il préside l'Association française pour la logistique (Aslog) dont il est nommé président d'honneur en 1995. C'est en 1992 qu'il introduit le concept de « Reverse Logistics », renommée depuis en français Logistique inverse.
En 1999, il fait la une de la revue Stratégie logistique qui le qualifie de « l'un des artisans du développement en France de la logistique moderne », notamment grâce au « fort développement de l'Aslog sous sa présidence » et par « un discours argumenté sur la nécessité de gérer la logistique globalement, ainsi qu'une aide à l'essor des formations françaises de haut niveau en logistique ». Il décrit le logisticien comme ayant « la tête dans la stratégie et les pieds dans les palettes ».
Membre du conseil d'administration de l'université Paris-XII de 1993 à 1995, chargé de cours dans plusieurs universités et écoles, il est professeur associé au Conservatoire national des arts et métiers (Cnam) de 2001 à 2004
 où, responsable scientifique du mastère de recherche option « Logistique » au sein du  DEA « Logistique & Systèmes », il enseigne les principes de la logistique systémique. En 2000, il donne l'une des 366 leçons magistrales de l'Université de tous les savoirs, sur le thème Supply chain management, logistique et entreprise virtuelle. En 2008, il est nommé membre du comité de pilotage et de la chaire « Supply Chain » de l'école CentraleSupélec.
Président depuis 2006 de la Commission « Logistique » de l'Afnor, devenue « Management de la Logistique », il œuvre notamment pour le développement d'un véritable référentiel normatif par la contribution des certifiés de l'APICS (en) à la normalisation française,. Il est nommé en 2014 par Emmanuel Macron, ministre de l'économie, de l'industrie et du numérique, membre de la Commission nationale des services.Il préside alors sa section « Logistique et supply chain » jusqu'en 2018,.
À partir de 2015, dans le cadre de la chaire « Supply chain » de CentraleSupélec dont il est responsable du partenariat Entreprises, il s'intéresse notamment « aux enjeux de la blockchain dans l'univers de la supply chain », et publie les résultats des travaux liés à la « révolution blockchain ». En 2021, il  dirige une thèse dans le domaine « supply chain ».
Il est membre d'honneur de l'« Association francophone de supply chain management » (AfrSCM).

## Activités associatives

### En faveur du Liban
Depuis son service militaire, effectué dans le cadre de la coopération comme enseignant à l'École supérieure des ingénieurs de Beyrouth (ESIB) au sein de l'université Saint-Joseph de Beyrouth, Laurent Grégoire œuvre pour différentes associations au profit de ce pays, notamment pour la survie des écoles catholiques libanaises, et le développement de la Bibliothèque orientale de Beyrouth dans le cadre de l'association des amis de la Bibliothèque orientale de Beyrouth, dont il a été longtemps secrétaire général.

### En faveur de la construction européenne
En 1978, Laurent Grégoire crée la « Commission Jeunes » de l'organisation française du Mouvement européen, aujourd'hui partie de l'association Les Jeunes Européens - France, persuadé que « le concours des jeunes ne sera acquis à la cause européenne que si elle leur offre un idéal qui les motive et les dynamise ». En 1992, alors secrétaire général adjoint du Mouvement européen France, présidé par Jean François-Poncet, Laurent Grégoire coordonne les comités de la société civile pour le « Oui » au référendum français sur le traité de Maastricht. Il participe ensuite à la création et au développement du Comité d'organisation de la Journée de l'Europe le 9 mai, date choisie en commémoration de la déclaration de Robert Schuman le 9 mai 1950.
À la fin des années 1980, Laurent Grégoire dirige l'Université européenne des affaires, présidée par André Aumonier.
Aux élections européennes de 1984, il est en 8e position sur la « liste pour les États-Unis d'Europe » conduite par Henri Cartan.
Depuis 1988, Laurent Grégoire préside le mouvement fédéraliste français La Fédération. Depuis 1988 également, il préside l'Office catholique d'information et d'initiative pour l'Europe (Ocipe) et, à ce titre, est membre de la plateforme diocésaine de pastorale européenne de l'archevêché de Strasbourg.
En 1994, il fonde la section nationale française du Parlement européen des jeunes, dont il est élu président.

### En faveur des écoles catholiques et de leurs anciens élèves
De 1999 à 2022, Laurent Grégoire préside la Confédération nationale des associations d'anciens élèves de l'enseignement catholique (Cofaec). Depuis 2010, il est secrétaire général de l'Union européenne des anciens et anciennes élèves de l'enseignement catholique (UNAEC), qu'il représente (de 2010 à 2025) comme OING auprès du Conseil de l'Europe. Depuis 2004, il est membre du bureau de l'OMAEC (de) (Organisation mondiale des anciens et anciennes élèves de l'enseignement catholique) qu'il représente comme OING auprès de l'Unesco.

## Publications
Laurent Grégoire a publié trois ouvrages en collaboration, de nombreux documents et conférences et au sein des Techniques de l'ingénieur, :
- La performance logistique. Entretiens avec les meilleurs spécialistes du secteur (en coll.), 1994, éditions Nathan, collection « Les livres de l'entreprise »  (ISBN 978-2-09176-307-1)
- Processus et méthodes logistiques (en coll.), 1re édition en 2000, 2e édition en 2013, éditions AFNOR  (ISBN 978-2-12465-412-3)
- L'Europe selon Jean-Marie Lustiger : actualité et avenir (en coll), éditions Parole et Silence, 2011  (ISBN 978-2-84573-914-7)

## Distinctions

### Décorations
Le 25 mars 2005, Laurent Grégoire est nommé au grade de chevalier dans l'ordre national de la Légion d'honneur au titre de « directeur dans une société ; 22 ans d'activités professionnelles, associatives et de services militaires » puis fait chevalier par l'ancien ministre des Affaires étrangères Michel Barnier, le 16 décembre 2005.
Il est chevalier de l'ordre des Palmes académiques et officier de l'ordre national du Cèdre (Liban).

### Autres distinctions
Il est titulaire du diplôme d'honneur de la faculté d'ingénieurs de l'université Saint-Joseph de Beyrouth et de la médaille d'argent du Mérite européen.

## Pour approfondir